# Aleksandr Wołżyn (szachista)
Aleksandr Wołżyn, ros. Александр Волжин (ur. 2 lutego 1971 w Machaczkale) – rosyjski szachista, arcymistrz od 1997 roku.

## Kariera szachowa
Pierwsze znaczące sukcesy odniósł na początku lat 90. XX wieku. W 1994 zwyciężył w turnieju First Saturday (FS12 GM) w Budapeszcie, natomiast w 1995 w kolejnej edycji tego turnieju (FS11 GM) podzielił I lokatę wraz z Cao Sangiem i Šarūnasem Šulskisem. W następnym roku podzielił IV miejsce w otwartym turnieju w Kalkucie (za Aleksandrem Grafem, Jonathanem Speelmanem i Igorem Nowikowem, a wraz z m.in. Romanem Slobodjanem i Rusłanem Szczerbakowem). W 1997 zwyciężył w openie w Aarhus, w 1998 podzielił I lokatę w Petersburgu (wraz z m.in. Aleksandrem Waulinem, Władimirem Burmakinem i Jurijem Jakowiczem), a w 1999 podzielił II miejsce w Nowogrodzie (za Pawłem Kocurem, wraz z Michaiłem Kobaliją). W 2000 osiągnął jeden z największych sukcesów w karierze, triumfując w silnie obsadzonym (XIII kat. FIDE) memoriale Jose Raula Capablanki w Varadero (przed m.in. Walterem Arencibią, Michaiłem Kobaliją, Lázaro Bruzónem, Anthony Milesem, Jesusem Nogueirasem, Hannesem Stefanssonem i Péterem Ácsem). Zwyciężył również (przed m.in. Peterem Heine Nielsenem) w Bergen. W następnym roku odniósł kolejny sukces, zwyciężając (wraz z Jaanem Ehlvestem) w kołowym turnieju w Dhace.
Najwyższy wynik rankingowy w karierze osiągnął w 1 lipca 1999; mając 2569 punktów, zajmował wówczas 35. miejsce wśród rosyjskich szachistów.